# Mežanj
Mežanj je majhen otoček v Jadranskem morju (Hrvaška).
Mežan leži ob severozahodni obali Dugega otoka, od katerega je oddaljen okoli 0,5 km. Površina otočka meri 0,083 km². Dolžina obalnega pasu je 1,15 km. Najvišja točka na otočku doseže višino 5 mnm.